# 芒特弗農鎮區 (愛荷華州塞羅戈多縣)
芒特弗農鎮區（英語：Mount Vernon Township）是位於美國愛荷華州塞羅戈多縣的一個行政鎮區。

## 地方資料
根據2010年美國人口普查的數據，芒特弗農鎮區的面積為94.10平方千米，當中陸地面積為93.89平方千米，而水域面積為0.21平方千米。當地共有人口351人，而人口密度為每平方千米3.73人。